# جيمس تيسون لان
جيمس تيسون لان (بالإنجليزية: James Tyson Lane)‏ هو محامي وسياسي أمريكي، ولد في 10 أبريل 1835، وتوفي في 18 أكتوبر 1885. انتخب عضو مجلس ولاية لويزيانا.